# Cometa perdido

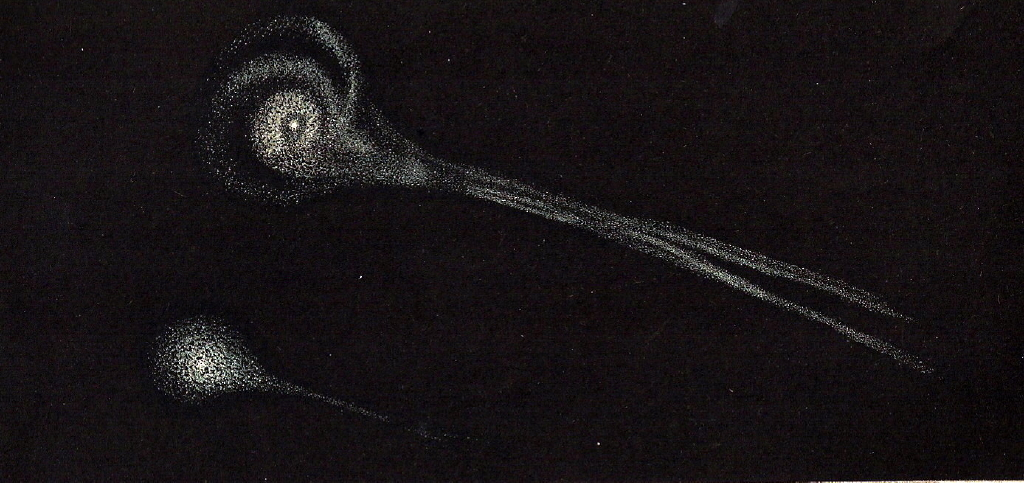
El cometa Biela fue visto en dos partes en 1846, y no ha sido observado desde 1852

Un cometa perdido es aquel que no se ha detectado durante su último paso por el perihelio. Esto ocurre generalmente cuando los datos son insuficientes para calcular de forma fiable la ubicación del cometa o si la elongación solar es desfavorable cerca del paso del perihelio. La designación D/ se utiliza para un cometa periódico que ya no existe o que se considera desaparecido.
Los cometas perdidos pueden compararse con los asteroides perdidos (planetas menores perdidos), aunque el cálculo de las órbitas de los cometas difiere debido a fuerzas no gravitacionales, como la emisión de chorros de gas desde el núcleo. Algunos astrónomos se han especializado en este campo, como Brian G. Marsden, que predijo con éxito el regreso en 1992 del cometa periódico Swift-Tuttle, antes perdido.

## Resumen

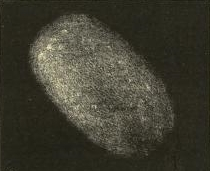
5D/Brorsen, que se perdió tras su aparición en 1879

### Pérdida
Hay varias razones por las que un cometa puede pasar desapercibido para los astrónomos durante sus apariciones posteriores. En primer lugar, las órbitas de los cometas pueden verse perturbadas por la interacción con los planetas gigantes, como Júpiter. Esto, junto con las fuerzas no gravitacionales, puede dar lugar a cambios en la fecha del perihelio. Por otra parte, es posible que la interacción de los planetas con un cometa pueda desplazar su órbita demasiado lejos de la Tierra para ser visto o incluso expulsarlo del Sistema Solar, como se cree que ocurrió en el caso del cometa Lexell. Dado que algunos cometas experimentan periódicamente "estallidos" o llamaradas de brillo, puede ser posible que un cometa intrínsecamente débil sea descubierto durante un estallido y posteriormente se pierda.
Los cometas también pueden quedarse sin volátiles. Con el tiempo, la mayor parte del material volátil contenido en el núcleo de un cometa se evapora, y el cometa se convierte en un pequeño, oscuro e inerte trozo de roca o escombros, un cometa extinto que puede parecerse a un asteroide. Esto puede haber ocurrido en el caso del 5D/Brorsen, que Marsden consideró que probablemente se había "desvanecido" a finales del siglo XIX.

Material que se desprende del componente B de 73P/Schwassmann-Wachmann, que se rompió a partir de 1995, visto por el telescopio espacial Hubble.

En algunos casos se sabe que los cometas se han desintegrado durante su paso por el perihelio, o en otros puntos de su órbita. El ejemplo más conocido es el del cometa Biela, que se observó que se dividió en dos componentes antes de desaparecer tras su aparición en 1852. En tiempos modernos se ha observado que el 73P/Schwassmann-Wachmann está en proceso de ruptura.

### Recuperación
En ocasiones, el descubrimiento de un objeto resulta ser un redescubrimiento de un objeto previamente perdido, que puede determinarse calculando su órbita y cotejando las posiciones calculadas con las registradas anteriormente. En el caso de los cometas perdidos esto es especialmente complicado. Por ejemplo, el cometa 177P/Barnard (también P/2006 M3), descubierto por Edward Emerson Barnard el 24 de junio de 1889, fue redescubierto después de 116 años en 2006.

### Cometas de larga duración
Los cometas pueden desaparecer pero no considerarse perdidos, aunque no se espere que vuelvan hasta dentro de cientos o incluso miles de años. Con telescopios más potentes es posible observar los cometas durante más tiempo después del perihelio. Por ejemplo, el cometa Hale-Bopp fue observable a simple vista unos 18 meses después de su aproximación en 1997. Se espera que siga siendo observable con grandes telescopios hasta quizás 2020, momento en el que se acercará a la 30ª magnitud.
Los cometas perdidos o desaparecidos tienen nombres que empiezan por D, según las convenciones actuales de nomenclatura.

## Lista
Los cometas suelen observarse en un retorno periódico. Cuando no lo hacen, a veces se vuelven a encontrar, mientras que otras veces pueden romperse en fragmentos. A veces, estos fragmentos se pueden seguir observando, pero ya no se espera que el cometa regrese. Otras veces un cometa no se considera perdido hasta que no aparece en el momento previsto. Los cometas también pueden colisionar con otro objeto, como el cometa Shoemaker-Levy 9, que colisionó con Júpiter en 1994.
| Nombre                       | Inicialmente descubierto | Período (años) | Última vez visto | Recuperado | Destino |
| ---------------------------- | ------------------------ | -------------- | ---------------- | ---------- | --- |
| D/1770 L1 (Lexell)           | 1770                     | 5,6            |                  |            | Probablemente perdido debido a un encuentro cercano con Júpiter en 1779 que podría haber perturbado en gran medida la órbita o incluso expulsado el cometa del Sistema Solar. El asteroide (529688) 2010 JL33 es probablemente su remanente inerte. |
| 3D/Biela                     | 1772                     | 6,6            | 1852             |            | Se rompió en dos fragmentos (1846), luego miles, creando la lluvia de meteoritos de Andrómedidas |
| 27P/Cromelín                 | 1818                     | 27,9           | 1873             | 1928       | Tres descubrimientos independientes vinculados por Crommelin en 1930 |
| 289P/Blanpain                | 1819                     | 5,2            |                  | 2003       | Perdido desde el descubrimiento de 1819 debido a un desmayo; redescubierto en 2003 gracias a las buenas condiciones de visualización; identificado por primera vez como asteroide 2003 WY25, posteriormente emparejado con el cometa 1819 después de 184 años y 35 órbitas; confirmado por observaciones en 2013 y 2014 cerca del perihelio; fuente probable de la lluvia de meteoros Fenícidas observada desde 1956 |
| 273P/Pons-Gambart            | 1827                     | 180            |                  | 2012       | El período de aproximadamente 64±10 años calculado originalmente en 1917 era incorrecto; redescubierto después de 185 años en una sola órbita; posiblemente coincida con una observación china en 1110 |
| 54P/de Vico–Swift–NEAT       | 1844                     | 7,3            | 1894, 1965       | 2002       | Perdido varias veces debido a las perturbaciones de Júpiter |
| 122P/de Vico                 | 1846                     | 74,4           |                  | 1995       | No observado en el primer retorno previsto en 1921; recuperado en 1995 después de 149 años y 2 órbitas |
| 5D/Bronsen                   | 1846                     | 5,5            | 1879             |            | Perdido desde 1879 a pesar de los buenos cálculos de órbita |
| 80P/Peters–Hartley           | 1846                     | 8,1            |                  | 1982       | Recuperado en 1982 después de 136 años y 17 órbitas; observado regularmente desde entonces |
| 20D/Westphal                 | 1852                     | 61,9           | 1913             |            | Esperado en 1976 pero no observado; próximo posible regreso en 2038 |
| 109P/Swift–Tuttle            | 1862                     | 133,3          |                  | 1992       | Recuperado después de 130 años como lo predijo en 1971 Brian G. Marsden; emparejado retroactivamente con observaciones de 1737 en Europa y 188 d. C. y 68 a. C. en China; fuente de la lluvia de meteoros Perseidas |
| 55P/Tempel–Tuttle            | 1865                     | 33,2           |                  | 1965       | Recuperado en 1965 después de 99 años y 3 órbitas; coincide con observaciones anteriores de 1366 y 1699; origen de la lluvia de meteoros Leónidas |
| 11P/Tempel–Swift–LINEAL      | 1869                     | 6,4            | 1908             | 2001       | Recuperado en 2001 después de 93 años y 15 órbitas; no observado en 2008 debido a la conjunción solar pero visto nuevamente en 2014 como se predijo |
| 72P/Denning–Fujikawa         | 1881                     | 9,0            | 1978             | 2014       | Recuperado en 1978 después de 97 años y 11 órbitas, luego perdido nuevamente y recuperado en 2014 después de 4 órbitas más |
| 15P/Finlay                   | 1886                     | 6,5            | 1926             | 1953       | Observado regularmente desde 1953 |
| 177P/Barnard                 | 1889                     | 118,8          |                  | 2006       | Recuperado después de 117 años en una sola órbita |
| 206P/Barnard-Boattini        | 1892                     | 5,8            |                  | 2008       | Recuperado en 2008 después de 116 años y 20 órbitas; no visto en el retorno previsto en 2014; próximo perihelio en 2021 |
| 17P/Holmes                   | 1892                     | 6,9            | 1906             | 1964       | Observado regularmente desde 1964; gran estallido en 2007 |
| 205P/Giacobini (D/1896 R2)   | 1896                     | 6,7            |                  | 2008       | Recuperado en 2008 tras 112 años y 17 órbitas; visto en 2015 como se predijo; tres fragmentos visibles |
| 18D/Perrine–Mrkos            | 1896                     | 6,75           | 1909, 1968       | 1955       | Perdido después de 1909, recuperado en 1955 y perdido nuevamente desde 1968 |
| 113P/Spitaler                | 1890                     | 7,1            |                  | 1993       | Recuperado en 1993 después de 103 años y 15 órbitas; observado regularmente desde 1994 perihelio |
| 97P/Metcalf-Brewington       | 1906                     | 10,5           |                  | 1991       | Recuperado en 1991 después de 84 años y 11 órbitas; período orbital alargado por Júpiter en 1993 |
| 69P/Taylor                   | 1915                     | 6,95           |                  | 1976       | Recuperado en 1976 después de 61 años y 9 órbitas; observado regularmente desde 1977 perihelio |
| 25D/Neujmin                  | 1916                     | 5,4            | 1927             |            | Solo visto dos veces; perdido desde 1927 |
| 34D/Vendaval                 | 1927                     | 11,0           | 1938             |            | Solo visto dos veces; perdido desde 1938 |
| 73P/Schwassmann–Wachmann     | 1930                     | 5,4            |                  | 1979       | Se dividió en 4 fragmentos en 1995 y docenas en 2006, produciendo la lluvia de meteoritos Tau Herculids |
| 57P/du Toit–Neujmin–Delporte | 1941                     | 6,4            |                  | 1970       | Recuperado en 1970 tras 29 años y 5 órbitas; observado regularmente desde 1983 |
| 107P/Wilson–Harrington       | 1949                     | 4,3            |                  | 1992       | Perdido durante 30 años; redescubierto como un asteroide que cruza Marte en 1979; equiparado con el cometa perdido en 1992 durante la búsqueda de imágenes previas a la recuperación |
| 271P/van Houten–Lemmon       | 1966                     | 18,5           |                  | 2012       | Descubierto por primera vez en placas de 1960; recuperado en 2012 después de 3 órbitas; perihelio en 2013 |
| 85D/Boethin                  | 1975                     | 11,2           | 1986             |            | Solo visto dos veces; perdido desde 1986 (esperado en 1997 y 2008 pero no observado), degradado oficialmente en 2017 |
| 75D/Kooutek                  | 1975                     | 6,6            | 1988             |            | Solo visto tres veces; perdido desde 1988 |
| 157P/Tritón                  | 1978                     | 6,4            |                  | 2003       | Recuperado en 2003 después de 25 años y 4 órbitas; observado regularmente desde entonces |
| 83D/Russell                  | 1979                     | 6,1            | 1985             |            | Solo visto dos veces; perdido desde 1985, probablemente debido a un encuentro cercano con Júpiter en 1988 |